# Casablancakonferensen

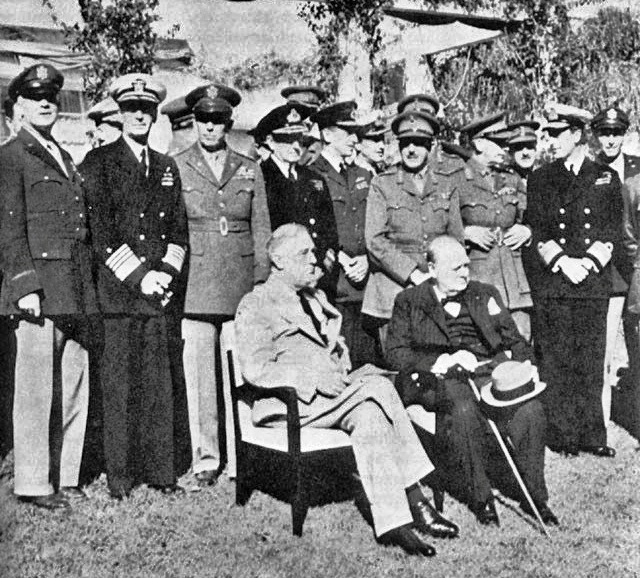
Roosevelt och Churchill med sina rådgivare i Casablanca

Casablancakonferensen hölls vid Anfa Hotel i Casablanca i Marocko från den 14 till 24 januari 1943 för att planera de allierades strategi för Europa under andra världskriget. Närvarande var USA:s president Franklin D. Roosevelt, Storbritanniens premiärminister Winston Churchill och de fria franska styrkornas ledare Charles de Gaulle.
Sovjetunionens diktator Josef Stalin var också inbjuden men tackade nej. De Gaulle hade i början också nekat till att närvara men ändrade sig när Churchill hotade med att erkänna Henri Giraud som de fria franska styrkornas ledare istället. Giraud var även han närvarande vid Casablancakonferensen och det rådde en kännbar spänning mellan honom och De Gaulle under diskussionerna.
Den överenskommelser som man kom fram till under konferensen var:
- att de allierade krävde axelmakternas ovillkorliga kapitulation.
- att materiellt stöd skulle ges till Sovjetunionen.
- att De Gaulle och Giraud gemensamt skulle leda de fria franska styrkorna.
- hur invasionen av Italien och Sicilien skulle gå till. (Se vidare: Operation Husky)

President Roosevelt presenterade resultaten av konferensen via radio till det amerikanska folket den 12 februari 1943.